# 51-й армейский корпус (вермахт)
51-й армейский корпус (нем. LI. Armeekorps), сформирован 25 ноября 1940 года.

## Боевой путь корпуса
В апреле 1941 года — участие в захвате Югославии.
С 22 июня 1941 года — участие в германо-советской войне, в составе группы армий «Юг». Бои на Украине (Киев, Харьков).
В 1942 году — бои на Сталинградском направлении.
В конце января 1943 года — корпус уничтожен в Сталинградском котле.

## Состав корпуса
В сентябре 1941:
- 79-я пехотная дивизия
- 98-я пехотная дивизия
- 111-я пехотная дивизия
- 262-я пехотная дивизия

В феврале 1942:
- 44-я пехотная дивизия
- 297-я пехотная дивизия
- 454-я охранная дивизия

В январе 1943:
- 71-я пехотная дивизия
- 79-я пехотная дивизия
- 295-я пехотная дивизия
- 305-я пехотная дивизия
- 389-я пехотная дивизия
- 100-я лёгкая пехотная дивизия

## Командующие корпусом
- С 25 ноября 1940 — генерал пехоты Ханс-Вольфганг Райнхард
- С 8 мая 1942 — генерал артиллерии Вальтер фон Зайдлиц-Курцбах (31 января 1943 взят в советский плен)